# Marion Vernoux

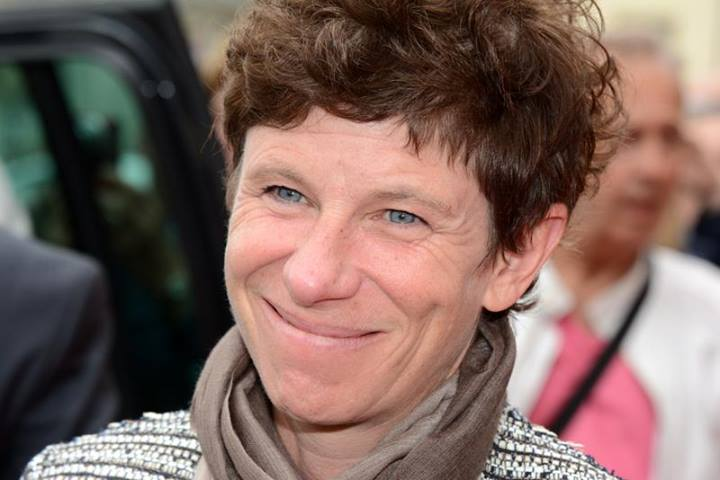
Marion Vernoux (2013)

Marion Vernoux (* 29. Juni 1966 in Montreuil, im Département Seine-Saint-Denis, Frankreich) ist eine französische Filmregisseurin und Drehbuchautorin.

## Karriere
Nach dem Drehbuch zu Bernard Schmitts Pacific Palisades (1990, mit Sophie Marceau) debütierte Vernoux 1991 mit der Fernsehkomödie Wer rastet, der rostet als Regisseurin. Ihr Kinodebüt war 1994 die Komödie Überdreht und durchgeknallt mit Bernadette Lafont, Bulle Ogier und Michèle Laroque. 1996 gelang ihr ein großer Erfolg mit Love, etc. mit Charlotte Gainsbourg und Yvan Attal in den Hauptrollen. Neben einem Beitrag zum 1999 entstandenen Episodenfilm Drogenszenen (Drugstore) spielte Valeria Bruni Tedeschi auch in Vernoux’ Liebe in Zeiten der Arbeitslosigkeit. Karin Viard und Jane Birkin spielten unter ihrer Regie in Reines d’un jour (2001), Emmanuelle Béart in À boire (2004) und Emma de Caunes in Rien dans les poches (2008).

### Privatleben
Marion Vernoux war mit dem Drehbuchautor Jacques Audiard verheiratet.

## Filmografie (Auswahl)
Regie
- 1991: Wer rastet, der rostet (Pierre qui roule, Fernsehfilm)
- 1994: Personne ne m’aime – Niemand liebt mich (auch: Überdreht und durchgeknallt) (Personne ne m’aime)
- 1996: Love, etc.
- 1999: Liebe in Zeiten der Arbeitslosigkeit (Rien à faire)
- 2001: Reines d'un jour
- 2004: À boire
- 2008: Rien dans les poches (Fernsehfilm)
- 2013: Die schönen Tage (Les beaux jours)
- 2015: Et ta soeur

Drehbuch
- 1990: Pacific Palisades
- 1991: Wer rastet, der rostet (Pierre qui roule, Fernsehfilm)
- 1994: Personne ne m’aime – Niemand liebt mich (auch: Überdreht und durchgeknallt) (Personne ne m’aime)
- 1996: Love, etc.
- 1998: La voie est libre
- 1999: Schöne Venus (Vénus Beauté (Institut))
- 1999: Liebe in Zeiten der Arbeitslosigkeit (Rien à faire)
- 2001: Reines d'un jour
- 2003: Jusqu'au bout de la route (Fernsehfilm)
- 2004: À boire
- 2008: Rien dans les poches (Fernsehfilm)
- 2013: Die schönen Tage (Les beaux jours)
- 2015: Et ta soeur

Schauspielerin
- 1996: Je n'en ferai pas un drame
- 2016: Raw (Grave)